# Соколов, Африкан Фёдорович
Африка́н Фёдорович Соколо́в (11 марта 1917, Южа — 16 июля 1977, Киев) — советский военачальник, участник Великой Отечественной войны, Герой Советского Союза (31.05.1945), полковник.

## Биография
Родился 11 марта 1917 в посёлке Южа в семье служащего, бухгалтера. Русский. Рано остался без отца. Окончив 7 классов и школу фабрично-заводского ученичества. Работа ремонтником прядильных машин на прядильно-ткацкой фабрике в Юже. Затем поступил в Суздальский техникум механизации сельского хозяйства.
С 1935 года служил в Красной Армии, доброволец. Окончил Объединённую Белорусскую военную школу имени М. И. Калинина в Минске, в 1938 году — Краснодарское артиллерийское училище. Служил помощником командира артиллерийской батареи 4-го корпусного артиллерийского полка Белорусского особого военного округа, затем — командиром батареи и помощником начальника штаба 205-го артиллерийского полка в этом округе. Участвовал в Освободительном походе советских войск в Западную Белоруссию в сентябре 1939 года.
Участник Великой Отечественной войны с июня 1941 года. Боевое крещение старший лейтенант Соколов получил на третий день войны под городом Дубно на Юго-Западном фронте. Участвовал в Львовско-Черновицкой оборонительной операции, находясь в артиллерийской разведке, на переднем крае, он засекал вражеские цели, готовил исходные данные, передавал их на артиллерийские позиции. Вскоре он был назначен начальником разведки артиллерийского полка. Затем участвовал в Киевской оборонительной операции, где во время обороны города Киева был направлен в Днепровскую военную флотилию для управления огнём артиллерийских орудий кораблей по наступающему противнику. Отступал с боями до Волги. Член ВКП(б)/КПСС с 1942 года.
В июле 1942 — феврале 1943 годов в должности начальника штаба 397-го истребительного противотанкового артиллерийского полка 62-й армии Сталинградского фронта капитан А. Ф. Соколов участвовал в Сталинградской битве. Полк совместно с пехотинцами отбил множество немецких атак. Петляя по улицам разрушенного Сталинграда, артиллерийские тягачи выводили орудия на открытые позиции, и те открывали внезапный огонь. Капитан Соколов не раз сам становился к орудиям, на его счету было несколько сожжённых немецких танков. А полк уничтожил 38 танков, не считая большого количества иной техники, вооружения и живой силы противника. За храбрость и мужество в боях на Волге капитан Соколов был награждён орденами Красной Звезды и Отечественной войны 2-й степени. А полк стал гвардейским.
После Сталинградской битвы Соколов был назначен начальником штаба 37-й артиллерийской бригады 17-й артиллерийской дивизии прорыва Резерва Главного командования. В этой бригаде он сражался на Волховском (март-апрель 1943), Брянском (май-август 1943), Воронежском (август-октябрь 1943), 1-м Украинском (октябрь-ноябрь 1943) и 1-м Белорусском (с ноября 1943) фронтах.
В начале 1944 года воевал помощником командира 1432-го лёгкого артиллерийского полка по строевой части в 60-й армии 1-го Украинского фронта, отличился в Львовско-Сандомирской наступательной операции.
В 1944 году назначен командиром 1430-го артиллерийского полка 1-й гвардейской танковой армии генерала М. Е. Катукова, который всегда выделял его полк в состав передового отряда армии для преследования и разгрома отступающего противника в его тылах.
В ходе Висло-Одерской операции воины полка 22 января 1945 года первыми из артиллеристов вышли с боем к городу-крепости Познань. На подручных средствах, надувных лодках и паромах под покровом ночи форсировали реку Варта, захватили плацдарм и удерживали его трое суток, обеспечивая переправу других частей армии. При защите плацдарма было уничтожено 5 самоходных орудий и 3 танка противника. 24 января полк перекрыл огнём последний путь отхода немцев из Познани, уничтожив железнодорожный эшелон и до 300 немецких солдат. За штурм Познани был представлен к званию Героя Советского Союза, но награда заменена на орден Красного Знамени.

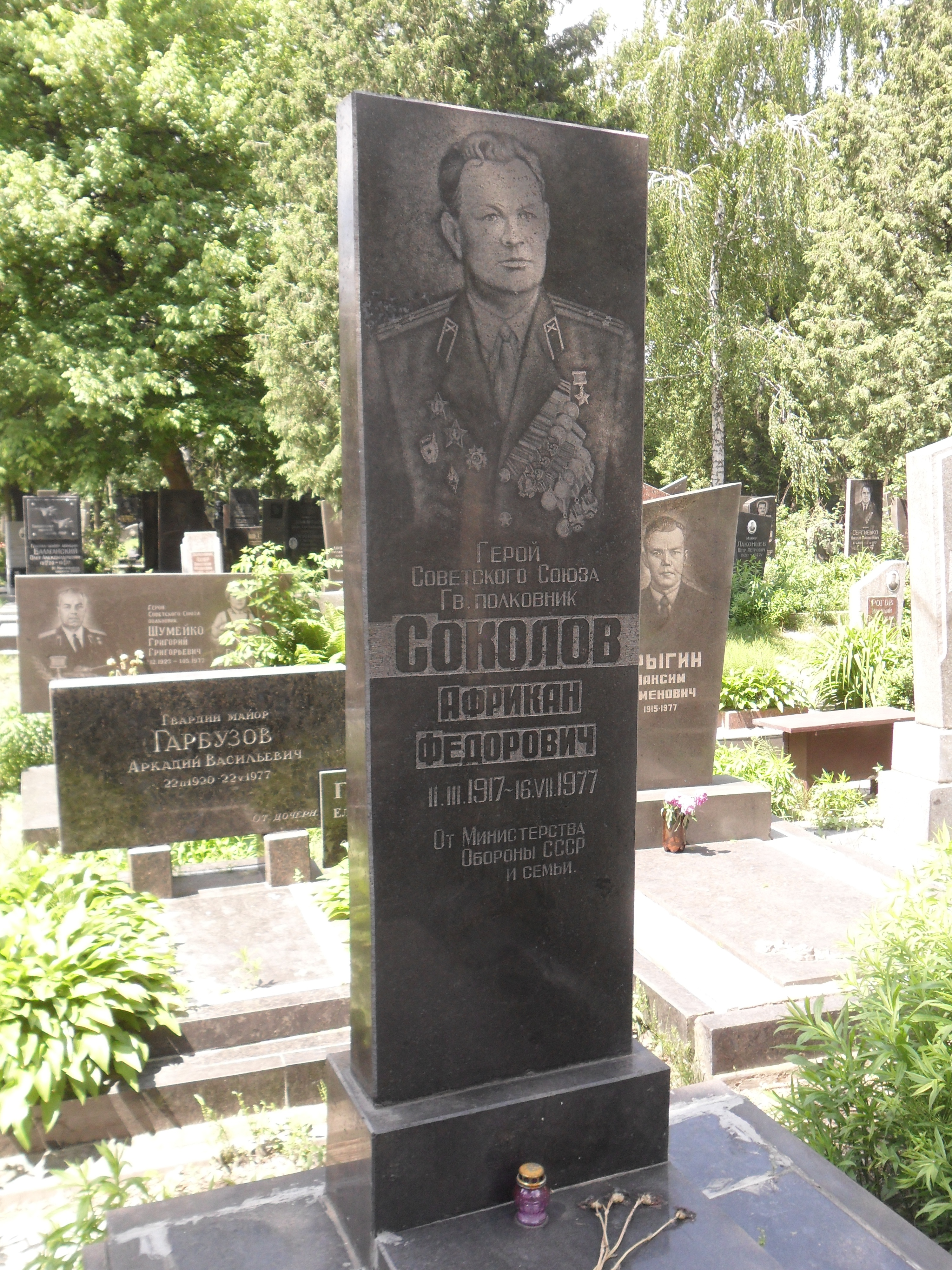
Могила Соколова на Лукьяновском военном кладбище Киева

Командир 1430-го лёгкого артиллерийского Проскуровского Краснознамённого орденов Суворова и Кутузова полка 197-й отдельной лёгкой артиллерийской Лодзинской ордена Кутузова бригады 1-й гвардейской танковой армии 1-го Белорусского фронта подполковник А. Ф. Соколов особенно отличился в Берлинской наступательной операции. Полк обеспечивал огнём наступление танковых и стрелковых частей на подступах к Берлину и на его улицах. Командир, находясь в боевых порядках подразделений, организовывал чёткое взаимодействие с танками.
28 апреля 1945 года в бою за мост через Ландвер-канал под шквальным огнём заменил убитого немецким автоматчиком наводчика орудия и уничтожил закопанный в землю танк противника, преграждавший путь штурмовым группам. В жаркой схватке он был тяжело ранен, но не покидал поле боя до тех пор, пока противник не был выбит из прилегающих к каналу зданий, и мост не перешёл в наши руки. Только на улицах Берлина артиллеристами полка были уничтожены 3 самоходных орудия и танка, 4 артиллерийских орудия, до 40 пулемётных точек и до двух батальонов живой силы противника. В бою подполковник потерял сознание от ран и очнулся только в госпитале на четвёртые сутки.
Указом Президиума Верховного Совета СССР от 31 мая 1945 года за образцовое выполнение заданий командования и проявленные мужество и героизм в боях с немецко-фашистскими захватчиками подполковнику Соколову Африкану Фёдоровичу присвоено звание Героя Советского Союза с вручением ордена Ленина и медали «Золотая Звезда» (№ 7561).
После Победы продолжил службу в Советской армии. Служил в артиллерийских частях Киевского военного округа, затем был направлен на учёбу. В 1951 году окончил Военную академию имени М. В. Фрунзе. Продолжал службу в артиллерии на Дальнем Востоке, до 1955 года — командир 2491-го гаубичного артиллерийского полка 19-й гвардейской стрелковой дивизии Дальневосточного военного округа (г. Порт-Артур, Китайская Народная Республика). После вывода советских войск из Порт-Артура и расформирования дивизии переведён командиром 820-го артиллерийского полка 14-й механизированной дивизии. С 1957 года — командующей артиллерией 89-й мотострелковой дивизии (Забайкальский военный округ). В 1958—1959 годах — командир 163-й отдельной гаубичной артиллерийской бригады (Северо-Кавказский военный округ). С 1960 года — начальник военной кафедры Орджоникидзевского горнометаллургического института (в современном Владикавказе). 
С 1968 года полковник Соколов в запасе. Жил в Киеве. 
Умер 16 июля 1977 года. Похоронен на Лукьяновском военном кладбище города Киева.

## Награды
- Герой Советского Союза (31.05.1945)
- Орден Ленина (31.05.1945)
- Три ордена Красного Знамени (4.09.1944, 25.02.1945, 30.12.1956)
- Орден Отечественной войны 2-й степени (7.03.1943)
- Два ордена Красной Звезды (12.12.1942, 15.11.1950)
- Медали, в том числе медаль «За боевые заслуги» (30.04.1947), медаль «За взятие Берлина», медаль «За освобождение Варшавы»

## Память
- У проходной Южской прядильно-трикотажной фабрики установлена мемориальная доска.
- Его имя увековечено на мемориалах воинам — участникам Великой Отечественной войны в городах Южа и Иваново.